# El Insurgente
El Insurgente, oficialmente llamado Tren Interurbano México–Toluca, es un tren de cercanías que conecta la zona metropolitana del Valle de Toluca con el poniente de la zona metropolitana del Valle de México y está integrado a los Sistemas de transporte de la Ciudad y el Estado de México, que son la Movilidad Integrada de la Ciudad de México (MI CDMX) y el Sistema de Movilidad Mexiquense (Movimex), que forma parte de los planes nacionales de infraestructura ferroviaria del 2018 al 2050.
El 7 de julio de 2014 inició formalmente la obra, y dio el banderazo de arranque, el entonces secretario de Comunicaciones y Transportes, Gerardo Ruiz Esparza, acompañado del gobernador del estado de México, Eruviel Ávila.
Según el programa presentado en 2014, el proyecto estaba planteado para concluirse antes de 2017; sin embargo, sufrió retrasos debido a la inconformidad de los vecinos de Santa Fe, ya que el plan original contemplaba que un viaducto elevado de dos niveles (uno vehicular y uno ferroviario) se construyera sobre la avenida Vasco de Quiroga, en el pueblo de Santa Fe, dentro de una zona de difícil accesibilidad; y de los ejidatarios de la zona de Ocoyoacac, donde por medio de cimbras autodesplazables, se estaba construyendo el viaducto elevado más alto de todo el proyecto. La obra fue retomada durante la administración de Andrés Manuel López Obrador.
En octubre de 2020 se planteó el inicio de operaciones en el 2023. El 30 de junio del 2022, el subsecretario de Desarrollo Metropolitano, Pablo Basáñez, aseguró que el primer tramo de Toluca a Santa Fe estaría concluido y en operación antes de finalizar ese año.

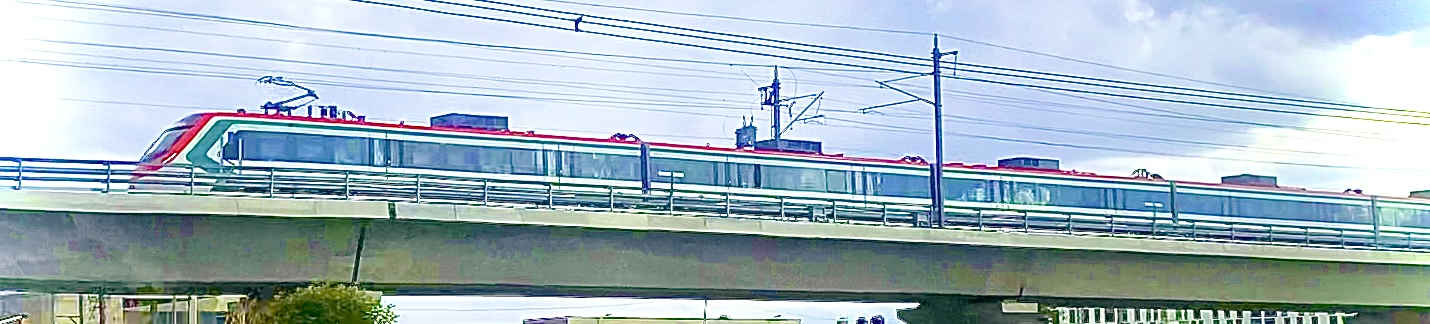
Tren en el tramo elevado ubicado en Toluca

El 1 de septiembre de 2023 se dio a conocer que el tren interurbano llevaría el nombre de El Insurgente, en honor a Miguel Hidalgo y Costilla, quien siguió la misma ruta hacia la Ciudad de México.
El 15 de septiembre de 2023 se inauguró el primer tramo: Zinacantepec-Lerma, con cuatro trenes en un inicio.
El 31 de agosto de 2024 se inauguró el segundo tramo: Lerma-Santa Fe.

## Historia

### Antecedentes
En noviembre de 2013, durante la presidencia de Enrique Peña Nieto, se elaboró y publicó un informe de análisis de costo-beneficio para un sistema de transporte de cercanías entre la ciudad de Toluca y la Ciudad de México.
El proyecto inicialmente contemplaba dos posibles rutas para la obra:
- Desde la estación Cuatro Caminos del metro de la Ciudad de México hacia el norte del municipio de Toluca, usando el derecho de vía del ferrocarril México–Toluca con un ramal que brinde servicio al Aeropuerto Internacional Lic. Adolfo López Mateos.

- Desde la estación Observatorio del metro de la Ciudad de México hacia el sur de municipio de Toluca, usando el derecho de vía de la Autopista México–Toluca 134D en su mayor parte, para dar servicio a la zona de desarrollo inmobiliario de City Santa Fe y con un ramal que brinde servicio al Aeropuerto Internacional Lic. Adolfo López Mateos.

La primera ruta tuvo problemas de oposición de habitantes y problemas señalados por grupos ecologistas sin resolver, por lo que la segunda ruta fue elegida y posteriormente licitada a partir de abril de 2014. Inició su construcción el 7 de julio de 2014.

Propuestas del trazado.

### Desarrollo
La obra cuyas bases de licitación se firmaron el 28 de febrero de 2014 tendría dos estaciones terminales: una en Zinacantepec al poniente de la zona metropolitana del Valle de Toluca y la otra en la estación Observatorio al poniente de la zona metropolitana del Valle de México, donde conectaría con la línea 1 del metro de la Ciudad de México.
Desde Observatorio, la vía partiría hacia la zona de Santa Fe, donde tendría su primera estación sobre el vaso regulador Totolapa, por una ruta que inicialmente contemplaba la avenida Vasco de Quiroga.
Sin embargo, en el mes de octubre del año 2015, la Secretaría de Comunicaciones y Transportes (SCT) en coordinación con el gobierno del Distrito Federal, realizaron ajustes técnicos al trazo del tren y modificaron 4.3 kilómetros de la ruta original. De esta forma, el tren ya no correría sobre la avenida Vasco de Quiroga, sino por Barranca del Río Tacubaya; esto con la intención de afectar mínimamente a los vecinos de Santa Fe, Álvaro Obregón y Cuajimalpa.
Posteriormente, el tren correría hasta la colonia Centro del desarrollo inmobiliario, donde tendrá una estación de paso. Luego, se adentraría por el derecho de vía de la autopista México–Toluca 134D, de la cual se apartaría para entrar en un túnel de 4.5 km de longitud que le permitirá evitar la zona boscosa del monte de las Cruces y el parque nacional Desierto de los Leones.
En este punto, saldría a la superficie a la altura del parque nacional Insurgente Miguel Hidalgo y Costilla, conocido popularmente como “La Marquesa". A partir de ahí, continuaría superficialmente hasta un punto intermedio entre los pueblos de San Mateo Atenco y Lerma de Villada, donde tendrá su primera estación de paso. Con esto culmina su primera fase constructiva de 36 km. 
Seguiría entonces por el derecho de vía del ferrocarril México-Toluca paralelo a la carretera federal 15D y a la avenida Las Torres hasta la intersección con la avenida Tecnológico, donde estaría la estación Metepec-Aeropuerto. 
Continuaría su recorrido por avenida Las Torres y avenida Pino Suárez hasta encontrarse con la terminal Toluca, donde estaría la estación Pino Suárez. Finalmente, seguirá por la avenida las Torres hasta la calle 16 de Septiembre en Zinacantepec donde tendría su terminal, además de los talleres de mantenimiento. Con esto culmina su segunda fase con 58 km de construcción.

### Construcción

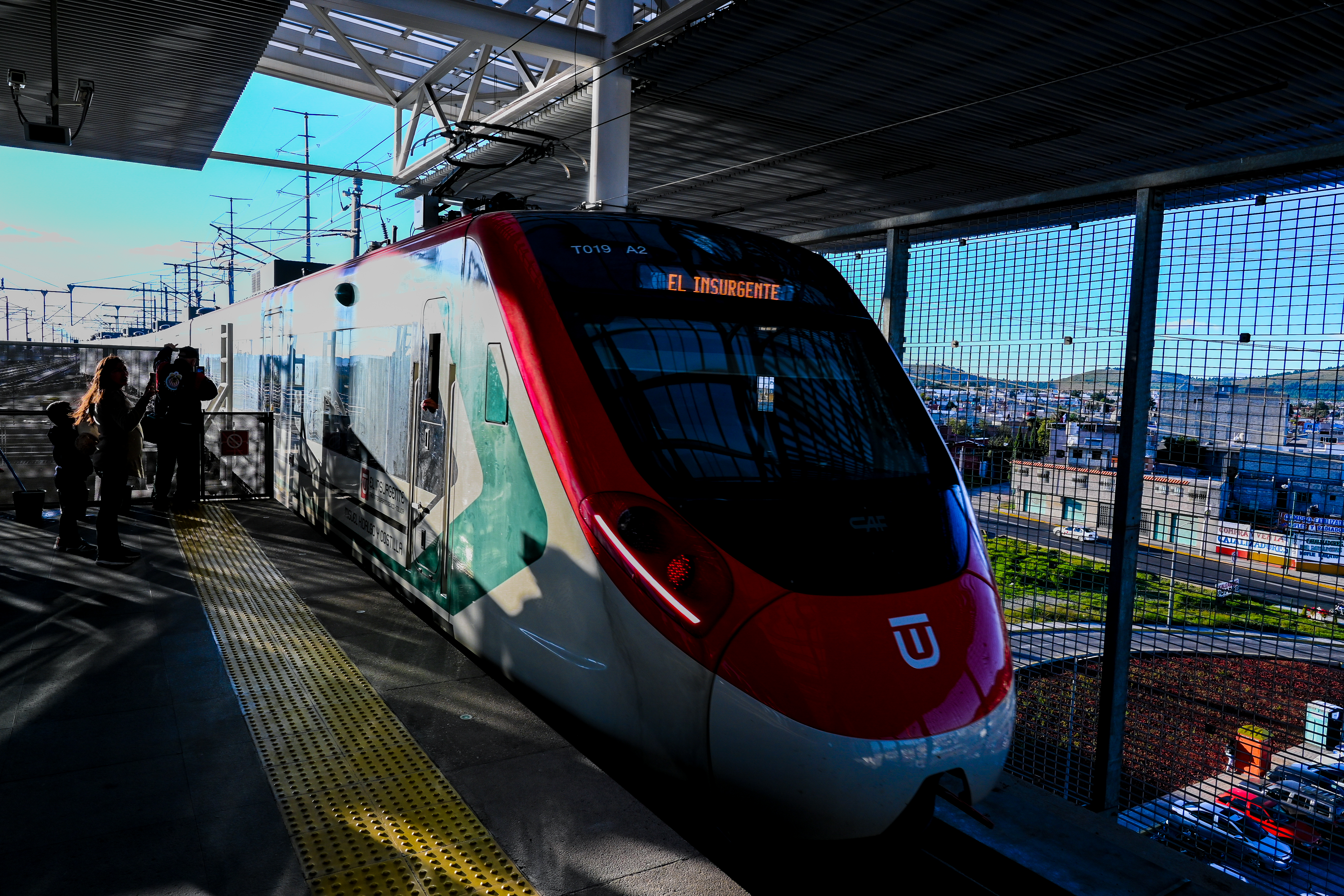
Tren arribando a la estación.

Para su construcción, la Secretaría de Comunicaciones y Transportes dividió la obra en tres secciones con sus respectivas licitaciones:
No. 1: Tramo de la estación terminal Zinacantepec (km 0+000) a la entrada poniente al túnel bajo la Sierra de las Cruces, denominado Portal Poniente (km 36+150), que, de acuerdo a la Licitación Pública Nacional LO-009000988-No-2014 fue asignada a la asociación de las compañías La Peninsular Compañía Constructora y Constructora de Proyectos Viales de México, donde 29.5 km son en tramo elevado y 6 km en tramo superficial, incluyendo los talleres.
No. 2: Túnel bajo la sierra de las Cruces con sus extremos denominados Portal Poniente (km 36+150) y Portal Oriente; De acuerdo al fallo en la licitación LO-00900098-N19-2014, el segundo tramo será realizado por la constructora mexicana Ingenieros Civiles Asociados “ICA” por medio de su empresa subsidiaria Construcciones y Trituraciones S.A. de C.V.
No. 3: Tramo desde la entrada oriente al túnel bajo la sierra de las Cruces denominado Portal Oriente hasta la estación Observatorio, al poniente de la zona metropolitana del Valle de México, donde conectara con la línea 1 del metro de la Ciudad de México. 

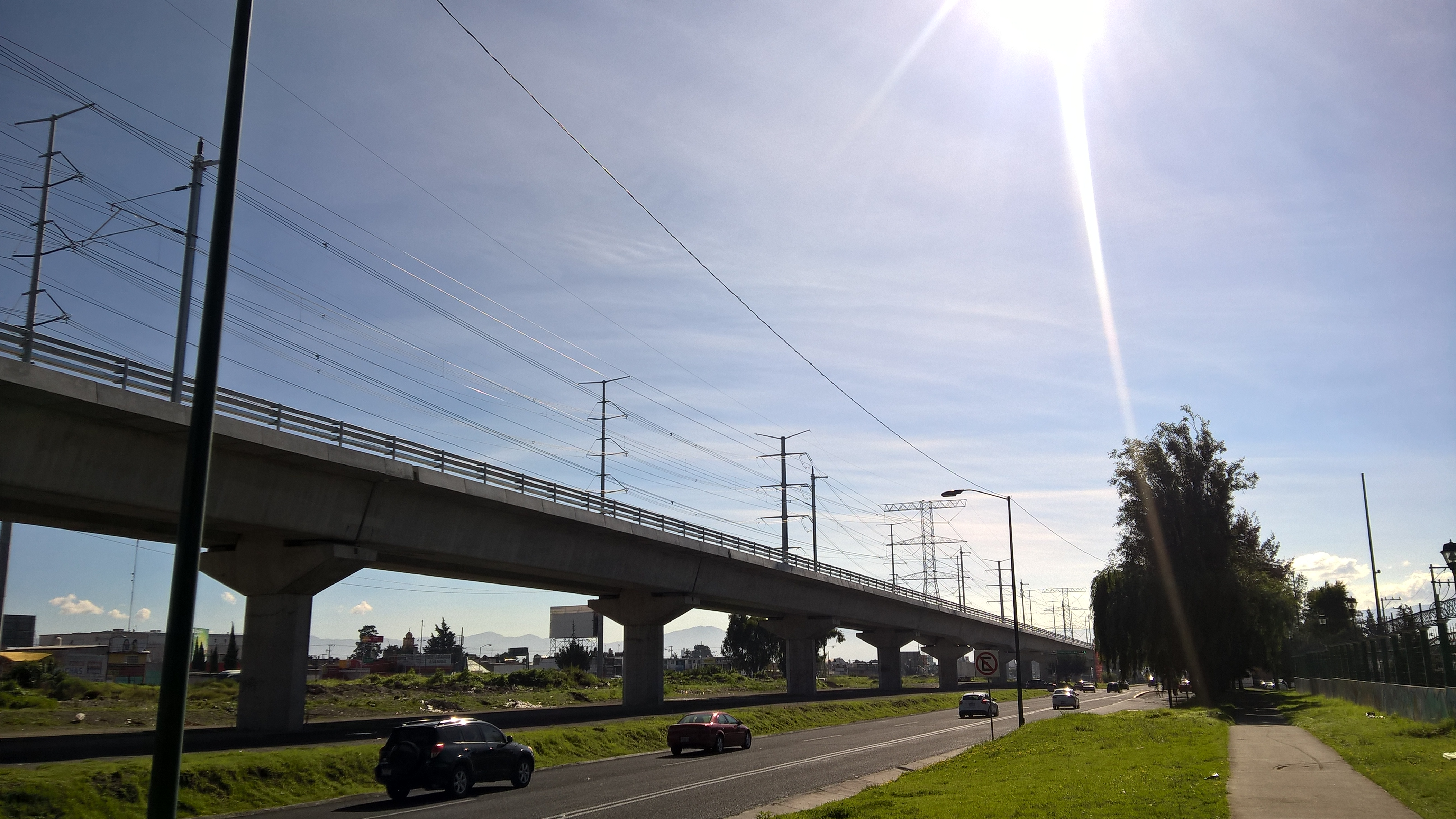
Tramo elevado en Toluca.

Cabe señalar que el consorcio encabezado por la empresa española Construcciones y Auxiliar de Ferrocarriles (CAF) suministrará, instalará y pondrá en marcha el material rodante del tren. El contrato obtenido por el grupo es de 13,570 millones 94,378 pesos incluido IVA, de acuerdo con el fallo de la licitación.
En julio de 2014 se llevó a cabo un acto solemne a cargo del titular de la SCT, Gerardo Ruiz Esparza, con motivo del inicio de la construcción.
El depósito de trenes estará ubicado al oeste de la estación Zinacantepec con un costo de 942 millones de pesos . El contrato se adjudicó a un consorcio en marzo de 2016.
En julio de 2019, la SCT determinó que la finalización del proyecto se retrasaría hasta fines de 2022. El titular de la SCT, Javier Jiménez Espriú, anunció que el proyecto tenía un avance del 87%, sin embargo, ha habido sobrecostos de $42,720 millones de pesos en 2015 a $73.72 mil millones de pesos en 2019. En octubre de 2020, se planteó que iniciara operaciones en 2023.
El presidente de México, Andrés Manuel López Obrador, hizo énfasis en que se inauguraría el tramo de Toluca a Lerma junto al gobernador del estado de México, Alfredo del Mazo, antes de que concluya el mandato del gobernador mexiquense el 14 de septiembre de 2023.

## Aspectos técnicos
El proyecto ferroviario tiene las siguientes características: 

### Material rodante
- Tren dual de pasajeros diseñado por CAF
- Modelo basado en el Civity
- Velocidad estándar de 90 km/h
- Velocidad máxima 160 km/h
- 5 coches por convoy

### Ruta
- Sistema de locomoción eléctrica mediante alimentación por catenaria y pantógrafo.
- Vía doble confinada con señalización tipo europea, similar al ferrocarril suburbano de la zona metropolitana del Valle de México.
- Longitud de 58 kilómetros, de los cuales 4.7 serán mediante un bitúnel bajo las montañas.
- Trayecto de terminal a terminal en un tiempo de 39 minutos.

## Estaciones

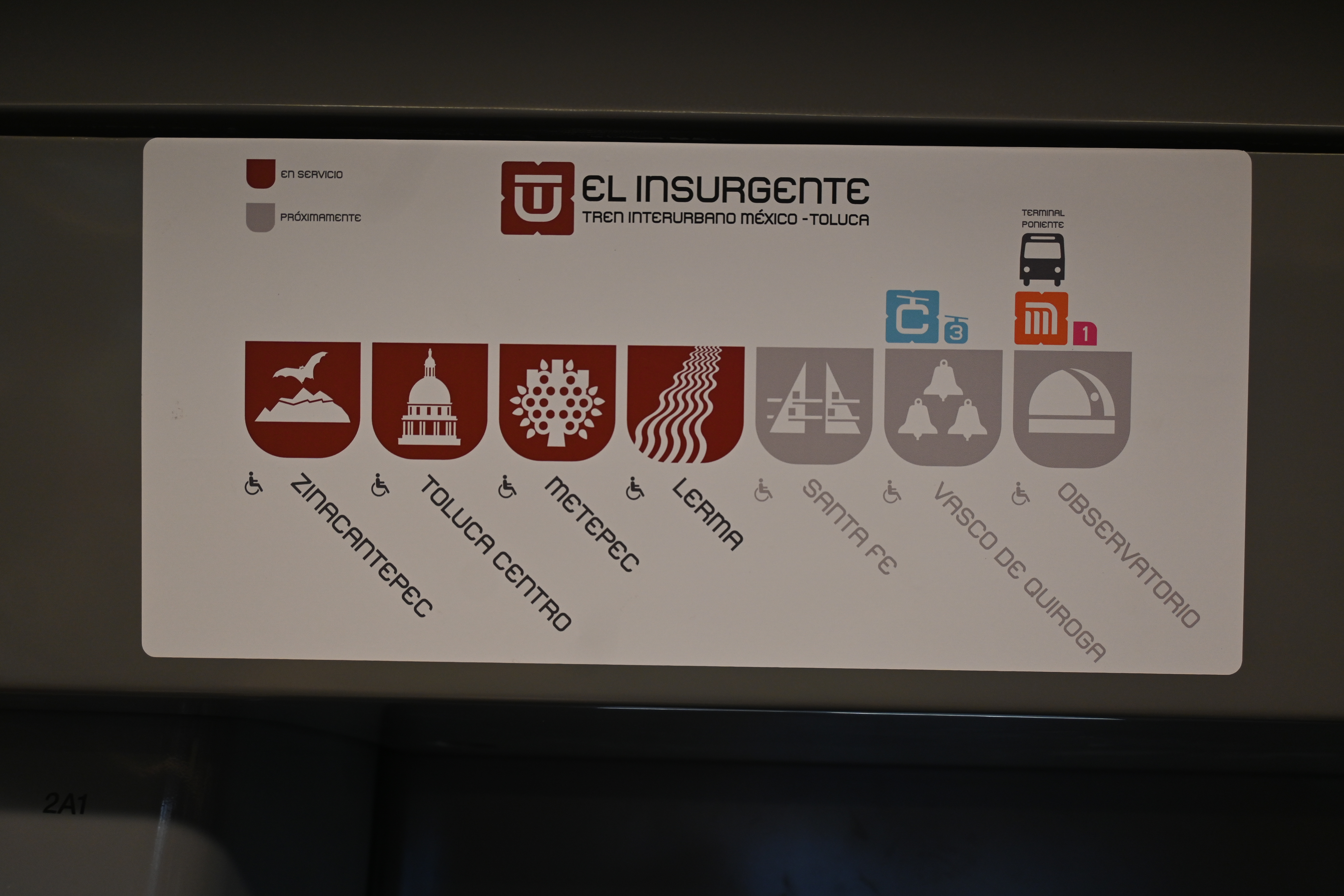
Estaciones en 2023.

Las estaciones del tren son las siguientes:
| Estación         | Inauguración             | Municipio o Alcaldía  | Tipo de estación | Conexiones |
| ---------------- | ------------------------ | --------------------- | ---------------- | --- |
| Zinacantepec     | 15 de septiembre de 2023 | Toluca                | Terminal         | Otros servicios - Base de mantenimiento ubicada en Zinacantepec                                                                              |
| Toluca Centro    | 15 de septiembre de 2023 | Toluca                | Paso             | Otros servicios - Terminal de Autobuses de Toluca a distancia.                                                                               |
| Metepec          | 15 de septiembre de 2023 | Metepec               | Paso             | |
| Lerma            | 15 de septiembre de 2023 | Lerma de Villada      | Paso             | |
| Santa Fe         | 31 de agosto de 2024     | Cuajimalpa de Morelos | Paso             | Otros servicios - Rutas: 9C, 9D, 34A, 34B, 76, 76A, 115, 118 - Ruta: 5                                                                       |
| Vasco de Quiroga | En construcción          | Álvaro Obregón        | Paso             | Otros servicios - Vasco de Quiroga - Rutas: 115, 118                                                                                         |
| Observatorio     | En construcción          | Álvaro Obregón        | Terminal         | Otros servicios - Observatorio - Ruta: 21C - CETRAM Observatorio - Terminal Central de Autobuses del Poniente En construcción - Observatorio |

## Tarifas y sistemas de pago
Se puede ingresar mediante el uso de la tarjeta de movilidad integrada o comprando un boleto específico para esta sistema en las estaciones del mismo. El costo del servicio entre las estaciones ubicadas dentro de la zona metropolitana del Valle de Toluca es de MXN $15.00; mientras que para viajar entre la estación Santa Fe y cualquiera de las estaciones del Estado de México, el precio aumenta MXN $45 para un costo total de MXN $60:
| Origen/Destino  | Origen/Destino   | Estaciones del Valle de Toluca | Estaciones del Valle de Toluca | Estaciones del Valle de Toluca | Estaciones del Valle de Toluca | Estaciones del Valle de México | Estaciones del Valle de México | Estaciones del Valle de México |
| Origen/Destino  | Origen/Destino   | Zinacantepec                   | Toluca Centro                  | Metepec                        | Lerma                          | Santa Fe                       | Vasco de Quiroga               | Observatorio                   |
| --------------- | ---------------- | ------------------------------ | ------------------------------ | ------------------------------ | ------------------------------ | ------------------------------ | ------------------------------ | ------------------------------ |
| Valle de Toluca | Zinacantepec     |                                | $15.00                         | $15.00                         | $15.00                         | $60.00                         | Por definir                    | Por definir                    |
| Valle de Toluca | Toluca Centro    | $15.00                         |                                | $15.00                         | $15.00                         | $60.00                         | Por definir                    | Por definir                    |
| Valle de Toluca | Metepec          | $15.00                         | $15.00                         |                                | $15.00                         | $60.00                         | Por definir                    | Por definir                    |
| Valle de Toluca | Lerma            | $15.00                         | 15.00                          | 15.00                          |                                | $60.00                         | Por definir                    | Por definir                    |
| Valle de México | Santa Fe         | $60.00                         | $60.00                         | $60.00                         | $60.00                         |                                | Por definir                    | Por definir                    |
| Valle de México | Vasco de Quiroga | Por definir                    | Por definir                    | Por definir                    | Por definir                    | Por definir                    |                                | Por definir                    |
| Valle de México | Observatorio     | Por definir                    | Por definir                    | Por definir                    | Por definir                    | Por definir                    | Por definir                    |                                |

## Soluciones estructurales
Para superar los accidentes geográficos entre las dos ciudades, se requirió utilizar todos los métodos comunes para Obras de Infraestructura carretera (enlistados a continuación, de acuerdo a su dificultad en la ejecución):
- Terracería: vía a nivel de superficie
- Viaducto elevado prefabricado
- Viaducto construido in situ
- Viaducto de acero (Celosía)
- Arco Metálico
- Cimbra Autodeslizante
- Lanzadora de Dovelas
- Viaducto en Doble Voladizo
- Túnel profundo con pendiente de ±5%
- Viaducto Atirantado

## Incidentes y accidentes
Durante la ejecución del proyecto, ocurrieron varios incidentes y accidentes en su construcción: 
- 4 de mayo de 2016: Colapsan dos trabes del tren en el Edomex

Dos trabes o ballenas que conformaban el viaducto para “El Insurgente” se desplomaron en el cruce de Paseo Colón y Avenida las Torres, cerca del centro de la capital mexiquense. No resultaron heridos, pero fue la primera seña de una complicada obra, en un tramo que ya quedó finalizado.
- 16 de octubre de 2022: Siete trabajadores caen de 3 metros de altura

A finales del 2022 en el gobierno federal y capitalino, siete trabajadores resultaron heridos luego de que colapsara el encofrado de acero de la columna P-4, dicha columna forma parte del proyecto del Puente Atirantado “Manantial Santa Fé”; tres de ellos tuvieron que ser trasladados al hospital debido a la gravedad de las lesiones por el accidente, ocurrido dentro del Campo Militar 1 F, en Santa Fe. 
- 28 de marzo de 2023: Vuelca una grúa y deja 3 trabajadores heridos

Ya en el 2023, una grúa que operaba en las obras del Tren Interurbano volcó sobre la autopista México-Toluca, concretamente en el kilómetro 19, cerca del cruce con Prolongación Juárez. La unidad realizaba maniobras con vigas de acero, hasta que cayó sobre uno de sus costados y dejó a tres trabajadores lesionados, quienes tuvieron que ser trasladados vía aérea.
- 15 de junio de 2023: Operador de una grúa muere tras volcar la unidad

La primera muerte ocurrió a mediados de 2023, cuando un operador de una grúa telescópica falleció tras volcar la unidad, en el kilómetro 25+900 de la carretera federal México-Toluca. Ocurrió mientras perforaba el subsuelo para posteriormente realizar el izaje de los pilotes de la cimentación para la columna que cargaría el viaducto elevado.
- 16 de enero de 2024: Colapsa dovela durante operación de una grúa

Al momento que una grúa realizaba el izaje de una dovela de 90Tn, perteneciente al viaducto elevado construido con el método de Lanzadora de Dovelas; el brazo de la grúa se venció y dejó caer la dovela obre dos vehículos aparcados debajo de ficho viaducto, en el tramo ubicado al Norte del Vaso Regulador “Adolfo Ruíz Cortinez”, en la alcaldía Álvaro Obregón.
- 15 de febrero de 2024: Dos trabajadores cayeron de una estructura de 15 metros, uno murió

Esta vez, dos trabajadores que hacían labores de soldadura, desde el tablero en construcción de la Torre T-2 del Puente Atirantado “Manantial Santa Fé”, en maniobras del Carro de Avance, utilizado para su construcción, cayeron de una altura de 15 metros, a la altura de La Casa del Agrónomo, Prolongación Paseo de la Reforma, en la alcaldía Álvaro Obregón. Lamentablemente, en este hecho otra persona murió y ya sumaron dos decesos vinculados con el Tren Interurbano.
- 3 de abril de 2024: Una grúa excavadora volcó mientras realizaba perforaciones en las obras

Una grúa excavadora se volcó mientras realizaba perforaciones en las obras del Tren Interurbano. El accidente ocurrió en la avenida Minas de Arena y Sur 122, en la colonia Cove, de la alcaldía Álvaro Obregón. Afortunadamente no se reportaron heridos.
- 17 de abril de 2024: Grúa lanzadora de dovelas colapsa en la Presa Tacubaya

El 17 de abril de 2024 ocurrió el colapso de la Lanzadora de Dovelas, cuyo peso es de aproximadamente 800Tn, que construía el cajón del Viaducto Elevado ubicado dentro de la Presa Tacubaya. La explicación dada por las autoridades fue: “durante la maniobra de desplazamiento de la lanzadora de dovelas de la empresa RIZZANI que labora en las obras del Tren Interurbano, en el frente de trabajo Presa Tacubaya, se presentó una falla y la lanzadora se desplazó hacia el piso. No hay ninguna persona lesionada". 